# 野間 (福岡市)
野間（のま）は、福岡県福岡市南区の地名。現行行政地名は野間一丁目から野間四丁目。2024年（令和6年）8月末現在の人口は8,988人。郵便番号は815-0041。

## 地理
南区の中央部よりやや北側に位置しており、北東で玉川町、東で向野、南東で筑紫丘・若久、南で柳河内、西で大池、北西で多賀・高宮、北の道路上の一点で大楠と隣接する。
町域内は一丁目から四丁目に分かれている。域内北側の一丁目は福岡県道31号福岡筑紫野線（高宮通り）、福岡県道602号後野福岡線、市道清水干隈線（大池通り）が交わる場所であり、北端部に接する西鉄天神大牟田線高宮駅にも近いため商業地域となっており、居酒屋なども多く立地している。かつてはパチンコ店や、風俗店も多く立地していたが、2020年代にはこれらの店舗はすべて撤退している。他の部分は幹線道路沿いに商業施設が点在するほかは住宅地として利用されている。地形は概ね平坦であるが、南端部に小高い丘があり、南西部もやや起伏がある。

## 歴史
明治時代までは那珂郡野間村となっていた。1889年の町村制施行の際は那珂郡八幡村の一地域となり、1926年4月1日に八幡村が福岡市に編入。1972年4月1日に政令指定都市となり、南区の一部となった。

## 教育
町内に小中学校はない。小学校は一丁目の大半の地域の在住者は東側に隣接する向野地区にある玉川小学校に通い、その他の地域の在住者は南側に隣接する若久地区にある若久小学校に通うことになる。中学校は南側に隣接する筑紫丘地区にある野間中学校に通う。
町内南端部の二丁目には筑紫丘高等学校がある。

## 交通

### 鉄道
北端部で接する大楠に置かれる西鉄天神大牟田線高宮駅が最寄り。高宮駅から野間四角バス停まで400m程度。

### バス
県道31号線・県道602号線・大池通りを西鉄バス路線が通る。天神や博多駅・吉塚駅に向かう路線も1時間3～5本程度運行している。

### 道路
北端から東端にかけて福岡県道31号福岡筑紫野線（高宮通り）が、北端から町域中央部を縦貫し南側へ抜ける形で福岡県道602号後野福岡線が、北部から南西方向に抜ける形で市道清水干隈線（大池通り）が通っている。いずれも地域内では4車線化されている。
県道31号線と県道602号線は北端部の野間四ッ角交差点で交差し、県道602号線と市道清水干隈線（大池通り）は野間四ッ角交差点の約200m南西にある交差点で分岐する。
野間四ッ角交差点とその周辺部は屋形原、桧原、長住といった福岡市南部の住宅地へ向かうための交通の要衝であり、西鉄天神大牟田線高宮駅にも近く、また野間四ッ角交差点近くにある野間四角バス停が乗り換え地点となっておりバスの通行量も多いことから渋滞が多く発生する。しかし、1997年に南端部の丘の下を通る筑紫丘トンネルが開通し、県道31号線・県道602号線・大池通りを繋ぐ横方向の幹線道路が完成したため、幾分か渋滞は減少した。

## 施設
- 南警察署野間交番
- 福岡県立筑紫丘高等学校
- 野間幼稚園
- 筑紫ケ丘保育園
- 妙行寺
- 宝神院
- 野間八幡宮
- 鯛宝楽 - 野間四角交差点にあるたい焼き店
- 勝龍軒 - 野間四角バス停近くにあるのラーメン店。地元では一杯100円として有名だったが、2014年4月27日をもって閉店。